# Stade Léonce Claireaux
Stade Léonce Claireaux – stadion piłkarski w Saint Pierre w Saint-Pierre i Miquelon. Jest obecnie używany głównie dla meczów piłki nożnej. Stadion jest używany przez klub AS Saint-Pierre.